# Історія Тайваню
Тайвань з XVII ст. належить до території китайської цивілізації. Але до 17 ст. його історія була цілком відмінною від китайської. Також особливу роль грало і грає його острівне розташування.

## Доісторичний Тайвань

Культури пізнього неоліту Тайваню

За даними археологів перші люди переселились з материка на Тайвань бл. 20-8 тис. років до н. е. В період пізнього палеоліту та мезоліту на сході о. Тайвань існувала археологічна культура Чанбінь. Люди цієї культури займались мисливством, збиральництвом та рибальством. У 5-3 тис. до н. е. на острові існувала археологічна культура Дабенькен періоду неоліту. Люди цієї культури, на думку вчених, були предками всіх народів, що зараз говорять на австронезійських мовах. Вони принесли з собою з материкового Китаю вміння виробляти кераміку та землеробство. Від цієї культури пішли й аборигени Тайваню.

## Рання історія
Перша воєнна експедиція китайців на Тайвань відбулась у 230 р. Китайці називали острів Ічжоу. З 12 ст. на острів почали нападати японці.

## 16— 17 століття
У 1544 р. острів вперше відвідали португальці, які назвали його Формоза (Прекрасний). У той час більшість населення складали місцеві австронезійські аборигени. Китайці лише почали селитися на західному узбережжі острова. На початку 17 ст. частину острова захопили іспанці, потім їх витіснили голландці. У 1624 р. голландці збудували форт Оранж, а в 1627 — форт Зеландія, який став адміністративним центром їхніх володінь.
А в 1662 р. острів захопив Коксінґа з Китаю, який заснував тут власну династію. 30 квітня 1661 р. він зі своєю армією, яку привів з континентального Китаю, обложив нідерландський форт Зеландія на півдні Тайваню і змусив його капітулювати 1 лютого 1662 р. Після цього він захопив ще один нідерландський форт Провінція. Голландці евакуювались до Батавії (Джакарта, Індонезія). Коксінга заснував на Тайвані державу Дунмін, яка проіснувала до 1683 р. Столицею цієї держави стало м.Тайнань, засноване в районі Форту Зеландія та Форту Провінція. У 1663 р. близько 200 голландських моряків висадились на півночі острова в районі сучасного м. Цзілун і заснували поселення. Але через економічну невигідність його утримування Нідерланди 1668 р. остаточно покинули Тайвань.

## Під владою монархічного Китаю
У 1683 р. війська імперії Цін встановили свою владу над островом. Місто Тайнань стало його адміністративним центром. Тайвань активно заселявся китайцями з материка. Аборигени відтіснялись у внутрішні гірські райони. У 1886 р. Тайвань стає окремою провінцією Китаю з центром в м. Тайбей.
У 1895 р. Китай зазнав поразки в війні з Японією і погодився передати їй о.Тайвань згідно з умовами мирного договору. 26 березня 1895 р. японські війська окупували архіпелаг Пенху. Але місцеве населення і чиновники не погоджувались з цим і проголосили незалежну Республіку Тайвань 23 травня 1895 р. Китайський губернатор острова Тан Цзін Сун 25 травня проголосив себе президентом незалежного Тайваню. Однак, за кілька місяців прибули японські війська і встановили свою владу. 6 червня 1895 р. японські війська захопили Тайбей — адміністративний центр острова, Тан Цзін Сун втік у Китай. 21 жовтня 1895 р. після боїв з місцевими мешканцями японці зайняли м. Тайнань і остаточно встановили свою владу.

## В складі Китайської Республіки
У жовтні 1945 на Тайвань прибули з материкового Китаю війська Китайської Республіки, поклавши кінець японській владі. Це відбулося згідно з умовами капітуляції Японії в другій світовій війні. Острів став провінцією Китаю. Гоміньданівська влада спочатку жорстоко поставилась до місцевого населення, здійснивши репресії. Особливо це відбувалось в період з 27 лютого 1947 до початку 1948 р. Але в 1949 уряд та армія Китайської Республіки були змушені втекти на Тайвань з материка під тиском китайських комуністів, підтримуваних СРСР. На острів евакуювалось кілька мільйонів китайських військових і цивільних. 10 грудня 1949 р. на Тайвань з м.Ченду прибув літаком керівник Китайської Республіки Чан Кай Ші, після чого він вже ніколи не зміг повернутися до материкового Китаю. Після початку Корейської війни в 1950 р. США занепокоїлись, що комуністичний Китай спробує завоювати й Тайвань. Тому між Америкою і Тайванем було укладено додаткові угоди про безпеку. На Тайвань прибули війська США, а флот США патрулював у Тайванській протоці.
Протягом кількох наступних десятиліть між двома китайськими державами існувало велике напруження — фактично стан війни. Лише у 1980-90-х рр. воно ослабло. На самому острові влада китайських антикомуністів запровадила надзвичайний стан, скасований лише 1987 р. Існувала жорстка диктатура однієї партії — Гоміньдан. Серед місцевих китайців, які жили ще за влади Японії й переселились на Тайвань у 17-19 ст., виник навіть підпільний рух проти влади нових — гоміньданівських китайців. Але з кінця 80-х і в 90-х рр. 20 ст. пішов процес демократизації життя, почали відбуватись демократичні вибори. Фактично сформувались дві основні політичні сили: гоміньданівська, що виступає за історичну єдність Тайваню з Китаєм і Демократична партія Тайваню, що виступає за повну незалежність від материкового Китаю.
Тайвань як окрема держава зумів, починаючи з 1960-х рр. здійснити великий прогрес в економічному розвитку, увійшовши до числа найбільш економічно розвинених країн світу. Але з 1970-х рр. його політична вага у світі різко впала у зв'язку із виключенням з ООН і передачі його місця в ООН КНР. У 70-80-і роки 20 ст. понад 100 держав світу розірвали дипломатичні відносини з Тайванем і встановили їх з КНР. 1 січня 1979 США встановили дипломатичні відносини з КНР та розірвали їх з Тайванем. Однак згідно з домовленостями США і надалі підтримують Тайвань у сфері безпеки. КНР не визнає на офіційному рівні існування такої держави як Республіка Китай, хоча має з нею активні економічні зв'язки та інші.
Станом на 1995 р. Китайську Республіку на Тайвані визнавали 29 держав світу. 20 травня 2000 р. після перемоги на демократичних виборах вперше президентом Тайваню став представник ДПП Чень Шуйбянь. Він правив 8 років. 2008 р. до влади знову повернувся Гоміньдан на чолі з президентом Ма Інцзю. Він керував теж 2 строки (2008—2016). Протягом часу його правління відбувалось невелике економічне зростання. 20 травня 2016 президентом після перемоги на виборах знову стала представник ДПП Цай Інвень. За час її правління кількість дипломатичних союзників Тайваню різко скоротилась. На 1 червня 2018 р. у світі залишилось тільки 18 держав, що підтримують дипломатичні відносини з Тайванем. У грудні 2016 дипломатичні відносини з ним розірвала та відповідно встановила з КНР Сан-Томе і Принсіпі, 13 червня 2017 — Панама. 1 травня 2018 ці відносини з Тайванем розірвала Домініканська Республіка, а 26 травня 2018 — Буркіна-Фасо.
На початку 2020 Цай Інвень вдруге перемогла на президентських виборах. У 2020 р. Китайська Республіка стала чи не єдиною країною у світі, де зусиллями уряду і населення не змогла поширитись коронавірусна пандемія.

### Надзвичайні події

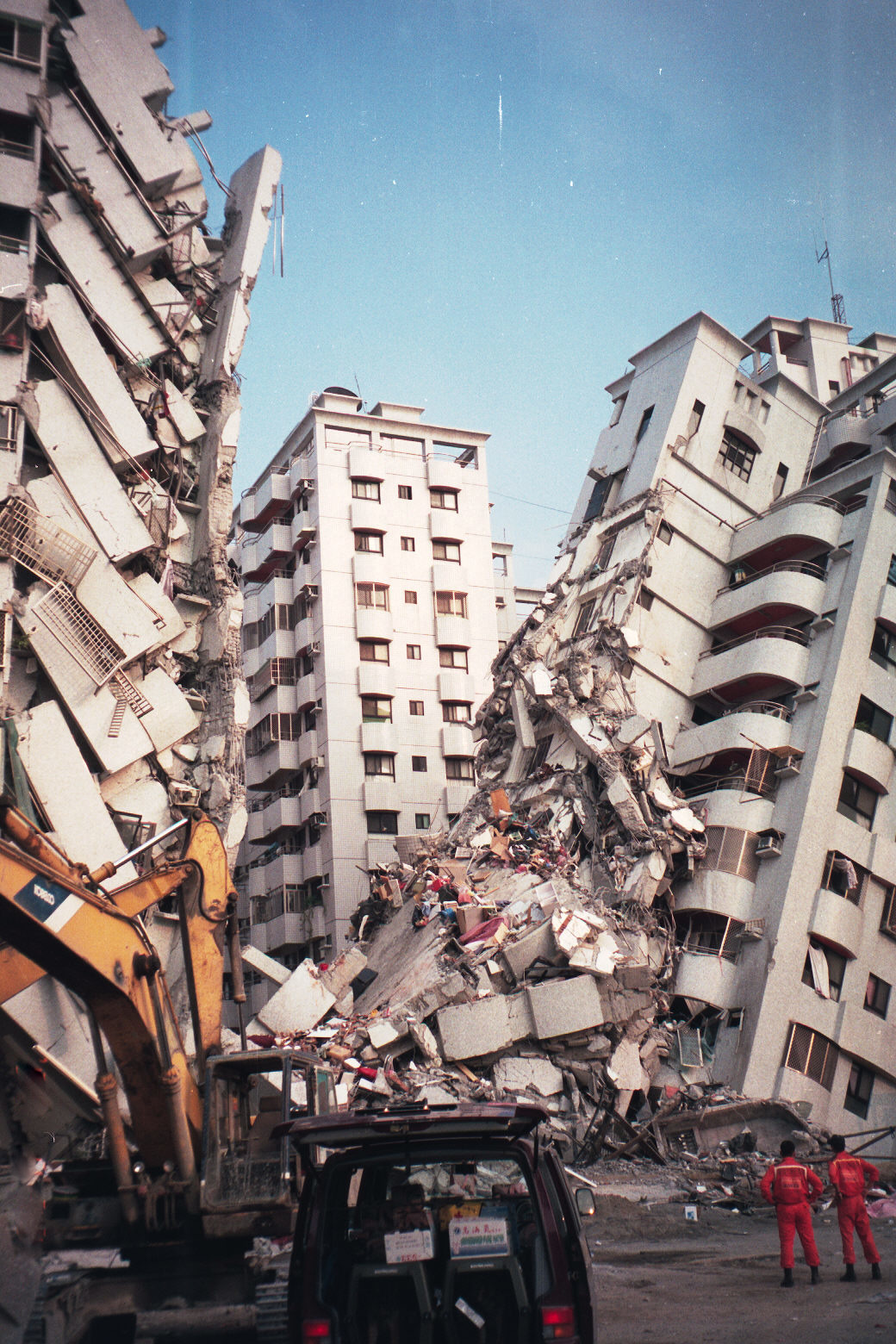
Наслідки землетрусу в Тайчжуні

21 вересня 1999 на Тайвані стався землетрус магнітудою 7.7 балів за шкалою Ріхтера. Загинуло 2 415 осіб, постраждало — 11 305 та ще 29 зникло безвісти, 51 711 будівель повністю зруйновано, 53 768 будівель сильно пошкоджені, близько ста тисяч людей втратили своє житло. Загальний збиток оцінюється в 10-12 мільярдів доларів США.
6 лютого 2016 року стався ще один землетрус магнітудою 6.4 бала. Загинуло щонайменше 94 особи, травмовано — 551 та 30 зникло безвісти.
На початку 2021 року Тайвань охопила посуха, що вплинула на хай-тек виробництво через відсутність доступної надчистої води, необхідної для очищення заводів із виробництва чипів